# Jamal Dibi
Jamal Dibi, né le 15 décembre 1979 à Vlissingen aux Pays-Bas, est un footballeur marocain. Ce milieu de terrain prend sa retraite en 2011.

## Biographie
Dibi naît aux Pays-Bas dans une famille marocaine. Il commence le football dans sa ville natale, avant de prendre son départ pour Amsterdam, où il évoluera dans deux clubs amateurs de la ville.
Il fait ses débuts professionnels à l'âge de dix huit ans, avec le club du SC Telstar.
Jamal Dibi dispute un total de 45 matchs en Eredivisie (D1), inscrivant six buts, et 115 matchs en Eerste Divisie (D2), marquant 31 buts.
Il joue également au Maroc et au Qatar.
Il compte dix sélections en équipe du Maroc espoirs.